# Rubén Tierrablanca González
Rubén Tierrablanca González, O. F. M. (Cortazar, Guanajuato, México, 24 de agosto de 1952 - Estambul, 22 de diciembre de 2020) fue un religioso franciscano y obispo católico mexicano. Obispo titular de Tubernuca, vicario apostólico de Estambul y administrador apostólico de Estambul (Constantinopla), cuya sede se encuentra en la ciudad de Estambul (Turquía).

## Biografía
Rubén Tierrablanca pronunció sus votos solemnes como religioso franciscano en 1977 y recibió la ordenación sacerdotal el 29 de junio de 1978. Licenciado en Sagrada Escritura por el Pontificio Instituto Bíblico de Roma.
Entre otros cargos, ocupó los de rector en el Antonianum de Roma, maestro en el Seminario de San Antonio en El Paso, Texas, Estados Unidos; definidor provincial, guardián de los Frailes Menores en Estambul y de la Fraternidad Internacional para el Diálogo Ecuménico e Interreligioso en Turquía, además de párroco de Santa Maria Draperis en Estambul.
El 16 de abril de 2016 el papa Francisco lo nombró como obispo titular de Tubernuca, vicario apostólico de Estambul y administrador apostólico de Estambul (Constantinopla).
El 22 de diciembre de 2020, el obispo mexicano falleció en el hospital de Estambul semanas después de haber contraído Covid-19. Había estado en coma inducido médicamente y con un respirador artificial durante las últimas dos semanas.